# Sistema nervioso autónomo

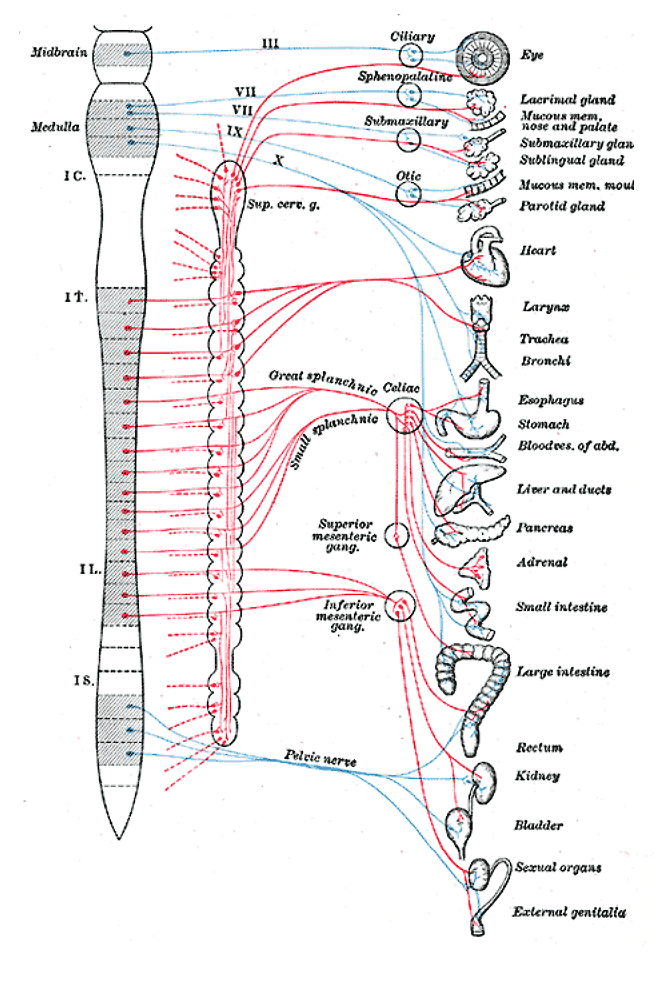
Sistema Nervioso Autónomo. En azul se observa el Sistema parasimpático y en rojo el Sistema simpático.

El sistema nervioso autónomo (SNA), sistema nervioso neurovegetativo, sistema nervioso visceral o sistema nervioso vegetativo (SNV)  es la parte del sistema nervioso periférico que controla las funciones involuntarias de las vísceras, tales como la frecuencia cardíaca, la digestión, la frecuencia respiratoria, la salivación, la sudoración, la dilatación de las pupilas, la micción. Se subdivide clásicamente en dos subsistemas: el sistema nervioso simpático y el sistema nervioso parasimpático. El sistema nervioso autónomo cumple un rol fundamental en el mantenimiento de la homeostasis fisiológica.
El sistema nervioso autónomo es, sobre todo, un sistema eferente, es decir, transmite impulsos nerviosos desde el sistema nervioso central hasta la periferia estimulando los aparatos y sistemas orgánicos periféricos. La mayoría de las acciones que controla son involuntarias, aunque algunas, como la respiración, actúan junto con acciones conscientes. El mal funcionamiento de este sistema puede provocar diversos síntomas, que se agrupan bajo el nombre genérico de disautonomía. El sistema nervioso autónomo o neurovegetativo, al contrario del sistema nervioso somático y central, es involuntario y responde principalmente por impulsos nerviosos en la médula espinal, tallo cerebral e hipotálamo. También, algunas porciones de la corteza cerebral como la corteza límbica, pueden transmitir impulsos a los centros inferiores y así, influir en el control autónomo.
Los nervios autónomos están formados por todas las fibras eferentes que abandonan el sistema nervioso central, excepto aquellas que inervan el músculo esquelético. Existen fibras autonómicas aferentes, que transmiten información desde la periferia al sistema nervioso central, encargándose de transmitir la sensación visceral y la regulación de reflejos vasomotores y respiratorios, por ejemplo los barorreceptores y quimiorreceptores del seno carotídeo y arco aórtico que son muy importantes en el control del ritmo cardíaco, presión sanguínea y movimientos respiratorios. Estas fibras aferentes son transportadas al sistema nervioso central por nervios autonómicos principales como el neumogástrico, nervios esplácnicos o nervios pélvicos.
También el sistema nervioso autónomo funciona a través de reflejos viscerales, es decir, las señales sensoriales que entran en los ganglios autónomos, la médula espinal, el tallo cerebral o el hipotálamo pueden originar respuestas reflejas adecuadas que son devueltas a los órganos para controlar su actividad. Reflejos simples terminan en los órganos correspondientes, mientras que reflejos más complejos son controlados por centros autonómicos superiores en el sistema nervioso central, principalmente el hipotálamo.

## Estructura

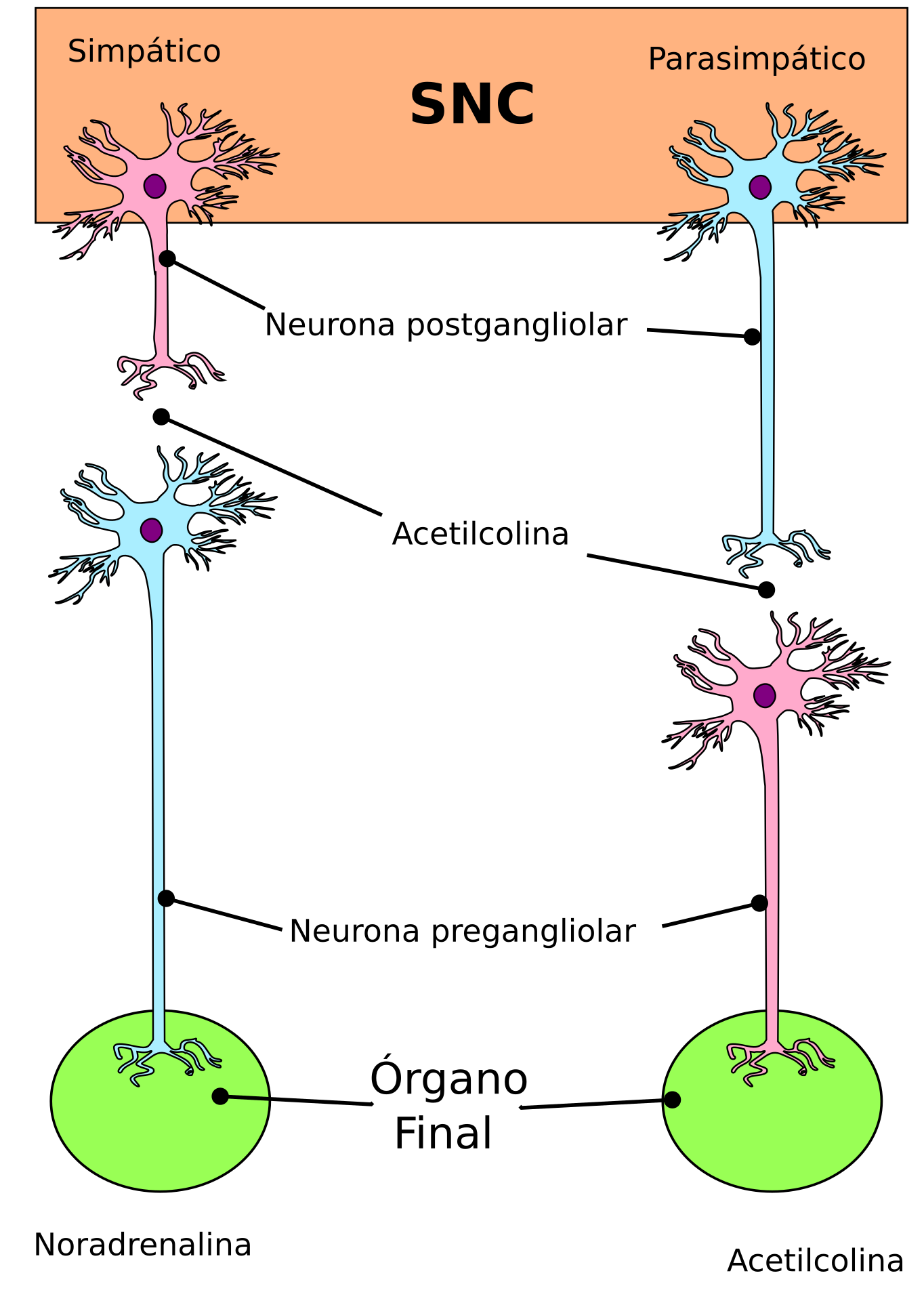

El sistema nervioso autónomo o vegetativo se divide funcionalmente en 3 partes:
Sistema simpáticoDe disposición toracolumbar y con sus ganglios alejados del órgano efector. Usa noradrenalina y adrenalina como neurotransmisor, y lo constituyen una cadena de ganglios paravertebrales situados a ambos lados de la columna vertebral que forman el llamado tronco simpático, así como unos ganglios prevertebrales o preaórticos, adosados a la cara anterior de la aorta (ganglios celíacos, aórtico-renales, mesentérico superior y mesentérico inferior). Está implicado en actividades que requieren gasto de energía. También es llamado sistema adrenérgico o noradrenérgico; ya que es el que prepara al cuerpo para reaccionar ante una situación de estrés.
Sistema parasimpáticoDe disposición cráneo-sacra, lo forman los ganglios aislados, ya que estos están cercanos al órgano efector. Usa la acetilcolina. Está encargado de almacenar y conservar la energía. Es llamado también sistema colinérgico; ya que es el que mantiene al cuerpo en situaciones normales y luego de haber pasado la situación de estrés. Es antagónico al simpático.
Sistema nervioso entéricoSe encarga de controlar directamente el sistema gastrointestinal. El SNE consiste en cien millones de neuronas, (una milésima parte del número de neuronas en el cerebro, y bastante más que el número de neuronas en la médula espinal) las cuales revisten el sistema gastrointestinal.